# Dytiscus avunculus
Dytiscus avunculus là một loài bọ cánh cứng trong họ Bọ nước. Loài này được C.Heyden miêu tả khoa học năm 1862.